# Goerdelerring
Der Goerdelerring ist eine Straße und eine große Straßenbahn-Umsteigehaltestelle in Leipzig. Er ist nach Carl Friedrich Goerdeler (1884–1945) benannt.
Der Goerdelerring ist Teil des Leipziger Innenstadtrings, der den Verkehr um die Innenstadt herumführt. Er ist 361 Meter lang und erstreckt sich vom Abzweig des Ranstädter Steinwegs bis zum Abzweig der Käthe-Kollwitz-Straße in überwiegend nordost-südwestlicher Richtung. Die Straße hat in jeder Richtung drei Fahrspuren für den Autoverkehr und in der Mitte zwei Gleise für Straßenbahnen, die auch von Nachtbussen genutzt werden. Die ersten Straßenbahngleise auf dem heutigen Goerdelerring wurden 1872 als Teil des ursprünglichen Pferdebahnnetzes der Stadt Leipzig verlegt.

## Die Straße

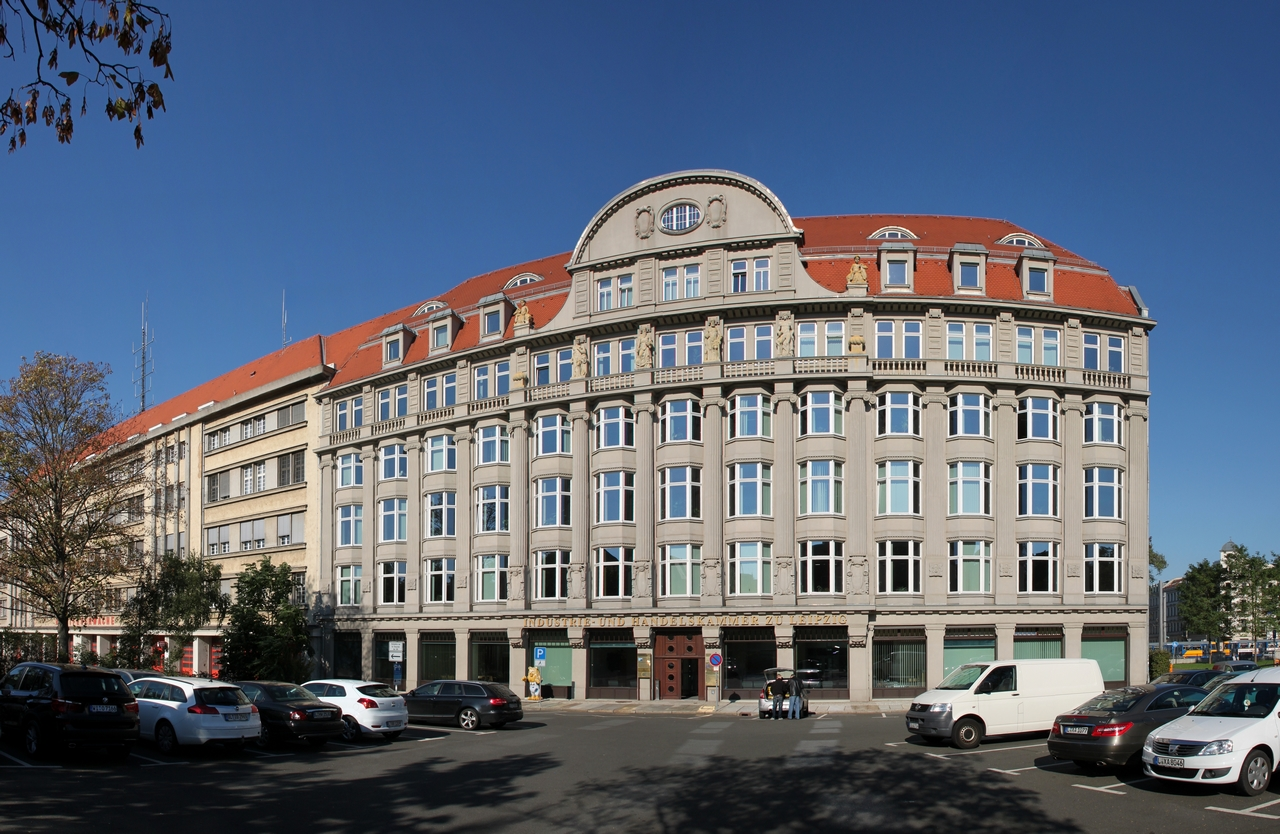
Industrie- und Handelskammer am Goerdelerring in Leipzig (2013)

Das Alte Theater 1911

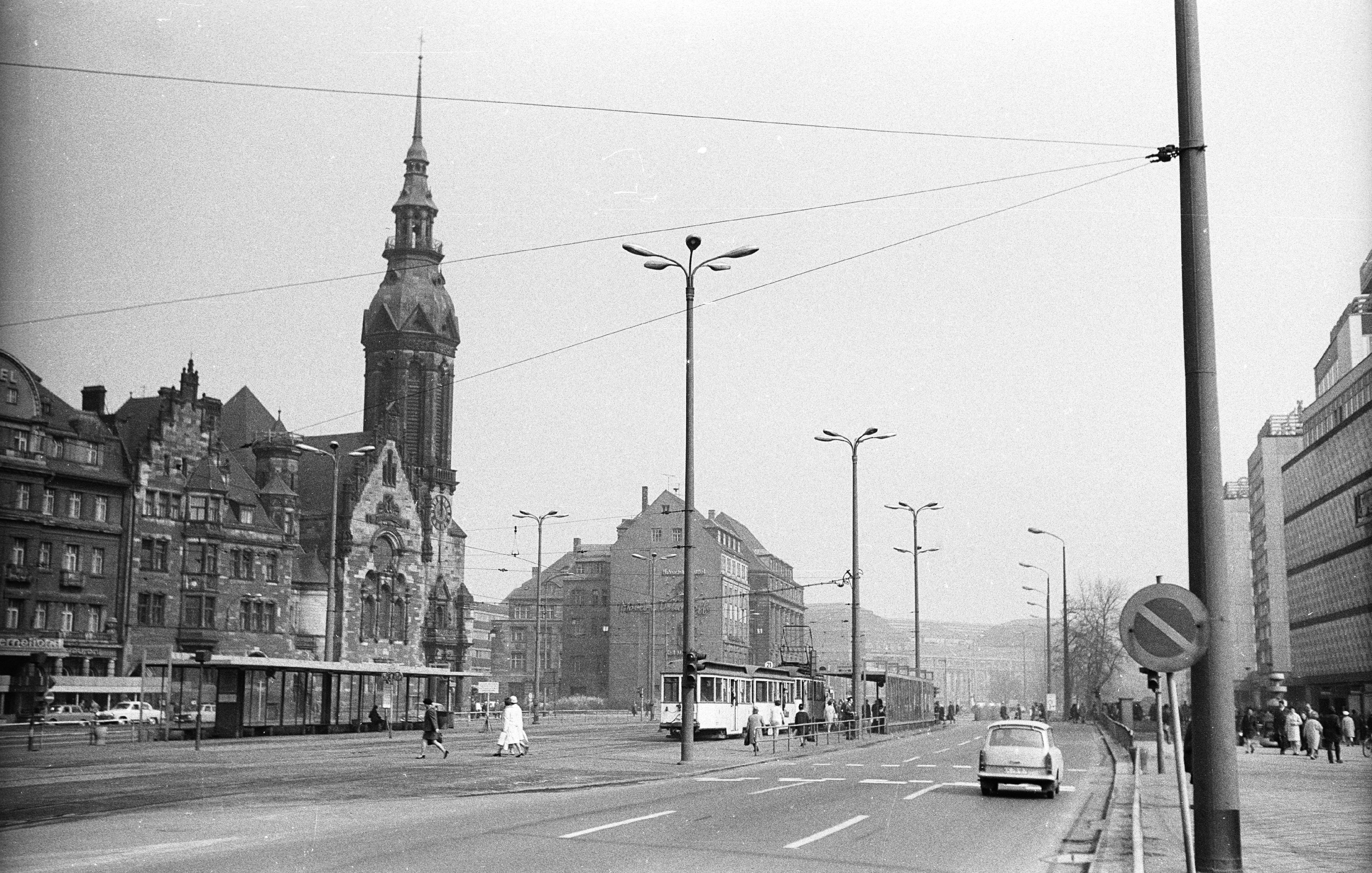
Dieselbe Ansicht 1971

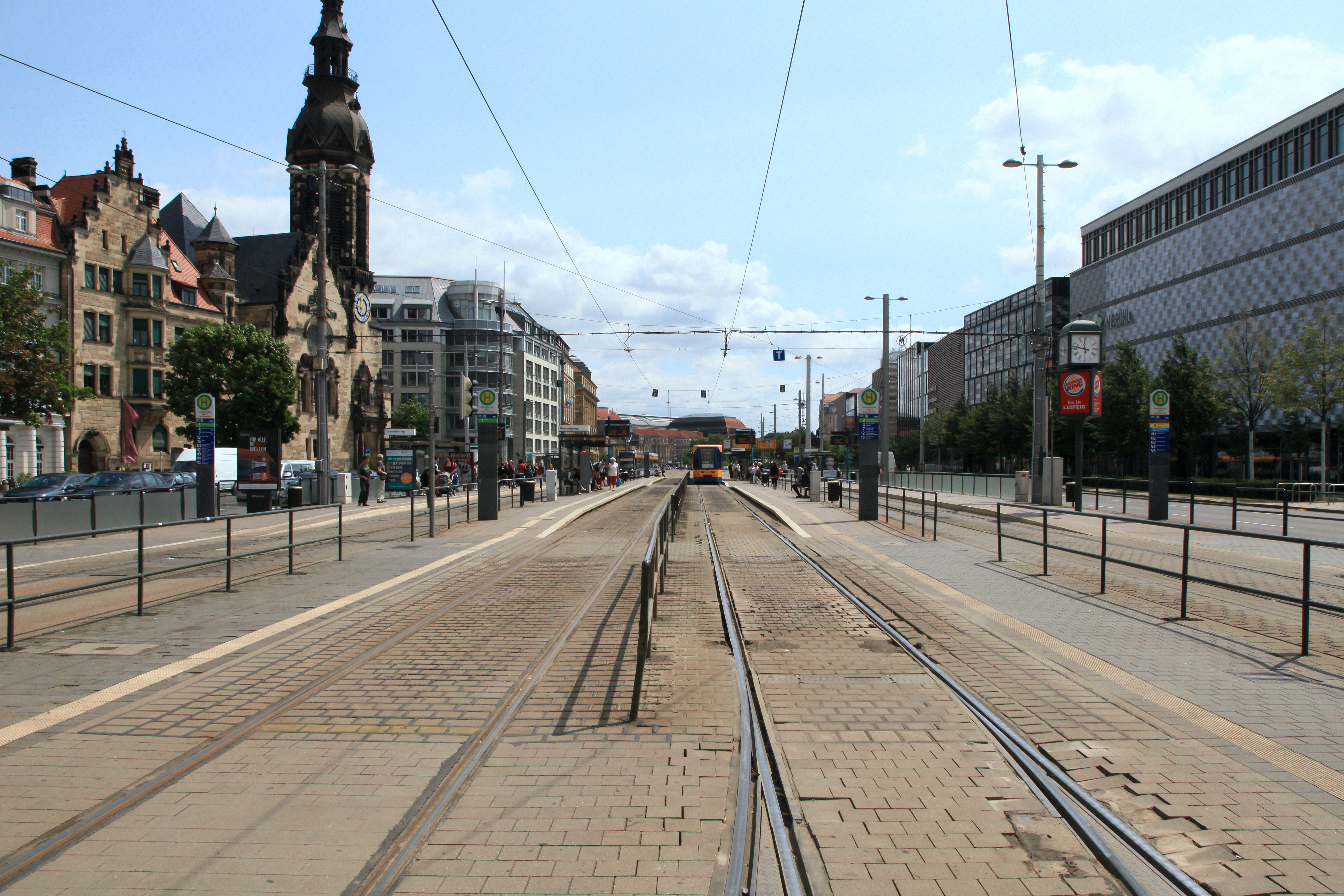
Der Tramhalt Goerdelerring auf dem Tröndlinring mit Blick zum Hauptbahnhof (2015)

Unmittelbar an der Straße liegen keine Gebäude. Trotzdem gibt es Gebäude mit der Adresse Goerdelerring, am wichtigsten das frühere Hauptfeuerwehrhaus, jetzt Rettungswache Mitte, dessen umfangreiche Sanierung 2022 abgeschlossen wurde (Kosten: 30,6 Mio. Euro). Auf der Ostseite befinden sich eine kleine Grünanlage, als Teil des grünen Promenadenrings, mit dem Richard-Wagner-Denkmal und dem Schulmuseum, auf der Westseite der Parkplatz der Feuerwehr und die Industrie- und Handelskammer zu Leipzig. Der Anschluss zum Innenstadtring erfolgt durch den Dittrichring im Süden und den Tröndlinring im Osten. Die Kreuzung, die das nördliche Ende des Goerdelerrings und den nordwestlichen Rand des Innenstadtringes bildet, ist eine der meistbefahrenen Kreuzungen in Leipzig (2015: über 42.000 Kfz / 24 Std.).
Seit dem Ringcity-Konzept aus den 1920er Jahren ist der Ring als Hochhausstandort vorgesehen. Auf dem Eckgrundstück Goerdelerring / Ranstädter Steinweg ist der Bau eines 100 Meter hohen Hochhauses möglich. Dazu hat 1994 ein städtebaulich-architektonischer Wettbewerb stattgefunden, dessen Ergebnis bisher nicht umgesetzt worden ist. Auf der Westseite des Goerdelerringes ist zudem die Öffnung des Pleißemühlgrabens angedacht, was beim Bau eines Hochhauses konstruktiv zu berücksichtigen ist.
Bis 1945 hieß die Straße Fleischerplatz, die nördliche Kreuzung Schulplatz. Von 1945 bis 1991 trug die gesamte Straße den Namen Friedrich-Engels-Platz (nach Friedrich Engels), am 1. Januar 1992 erfolgte die Umbenennung in Goerdelerring, womit auch dieser Abschnitt des Ringes, wie andere Abschnitte, nach einem früheren Leipziger Oberbürgermeister benannt wurde.

## Die Straßenbahnhaltestelle
Die Straßenbahnhaltestelle Goerdelerring der Leipziger Verkehrsbetriebe liegt in der Mitte des Tröndlinrings, unmittelbar östlich der Kreuzung, die den nördlichen Abschluss des Goerdelerrings bildet. Sie wurde 1964 bei einer Erneuerung der Linienführung auf dem Innenstadtrings errichtet. Bis 1964 lagen die Gleise nördlich der heutigen Trasse näher an den Gebäuden. Die Straße wurde verbreitert und eine große Straßenbahnhaltestelle mit vier Gleisen gebaut. Heute bedienen die Straßenbahnlinien 1, 3, 4, 7, 9, 12, 14 und 15 sowie die Nachtbuslinien N1, N2, N3, N4 und N5 den eine Haltestelle entfernt gelegenen Hauptbahnhof und machen damit auch die Haltestelle Goerdelerring zu einer der verkehrsreichsten Straßenbahnhaltestellen in Leipzig. An Wochentagen halten 87 Straßenbahnen pro Stunde am Goerdelerring, was im Durchschnitt eine Straßenbahn alle 42 Sekunden bedeutet. Die Anzahl der Ein- und Aussteiger vor 2020 betrug 12.300 täglich.
2020 wurde die Haltestelle für 18 Mio. Euro umgebaut.

## Geschichte
Auf Flächen der heutigen Haltestelle lag früher der Theaterplatz mit dem Alten Theater. Letzteres, groß genug für 1200 Zuschauer, stand hier von 1766 bis 1943 inmitten von Grün und wurde bei den alliierten Luftangriffen auf Leipzig zerstört. Am Theaterplatz befand sich von 1718 bis 1869 auch ein Reithaus im Stil des Barock. Die Haltestelle liegt dort, wo sich einst der Hallesche Zwinger, der Goerdelerring dort, wo sich der Ranstädter Zwinger befand. Als Zwinger wurden die Bereiche zwischen der höheren und der niedrigeren Mauer der ehemaligen Stadtbefestigung bezeichnet. Friedrich Gottlob Leonhardi schrieb 1799, dass „man in diesen Zwingern noch um die ganze Stadt herumgehen“ könne. An dem „sogenannten Kohlen- oder Fleischerplatze“ (Leonhardi) befanden sich die Schlachthöfe an der Pleiße (1655 bis 1891) und eine Alte Feuerwache (von 1865 bis 1880 ein Fachwerkhaus und Vorgängergebäude der heutigen Feuerwache). Nach Leonhardi lag vor dem Ranstädter Tor im Bereich des heutigen Goerdeleringes außerdem eine Pfingstweide, wo die Leipziger Schützengesellschaft „ehedem jährlich ein großes Vogelschießem mit Armbrüsten (abhielt), welches aber zum Besten vieler Einwohner seit mehrern Jahren nicht gehalten worden ist.“

## Sonstiges
Gleich nach dem Ersten Weltkrieg gab es Pläne für ein riesiges Messehotel und für einen 30-geschossigen Messeturm mit 60 Metern Durchmesser, wobei bereits das Baugrundstück am heutigen Goerdelerring reserviert war. Nach langer Diskussion votierten die Stadtverordneten am 5. April 1922 gegen das Projekt. Stattdessen wurde auf dem Schulplatz eine provisorische Messehalle errichtet, die von 1924 bis 1932 Bestand hatte.
Von 1973 bis 2004 führte die Fußgängerbrücke Blaues Wunder über den Kreuzungsbereich Goerdelerring / Tröndlinring.